# 环戊酮
环戊酮（英語：Cyclopentanone）是一種有機化合物，化學式為(CH2)4CO。這種環酮是一種無色揮發性液體。

## 製備
使用氫氧化鋇在高溫下將己二酸酮化得到環戊酮：
(CH2)4(CO2H)2  →  (CH2)4CO  +  H2O  + CO2

## 用途
環戊酮是香水的常見前體，尤其是與茉莉和茉莉酮有關的香水。如2-戊基和2-庚基環戊酮。它是一種多功能的合成中間體，是環戊巴比妥的前體。
環戊酮也用於製造甲環戊丙胺和農藥賓克隆等。

環戊巴比妥是一種由環戊酮製成的藥物。

它還用作1,4-立方烷二羧酸酯的前體，用於合成其他取代的立方烷，例如烈性炸藥七硝基立方烷和八硝基立方烷。